# ألالنجر

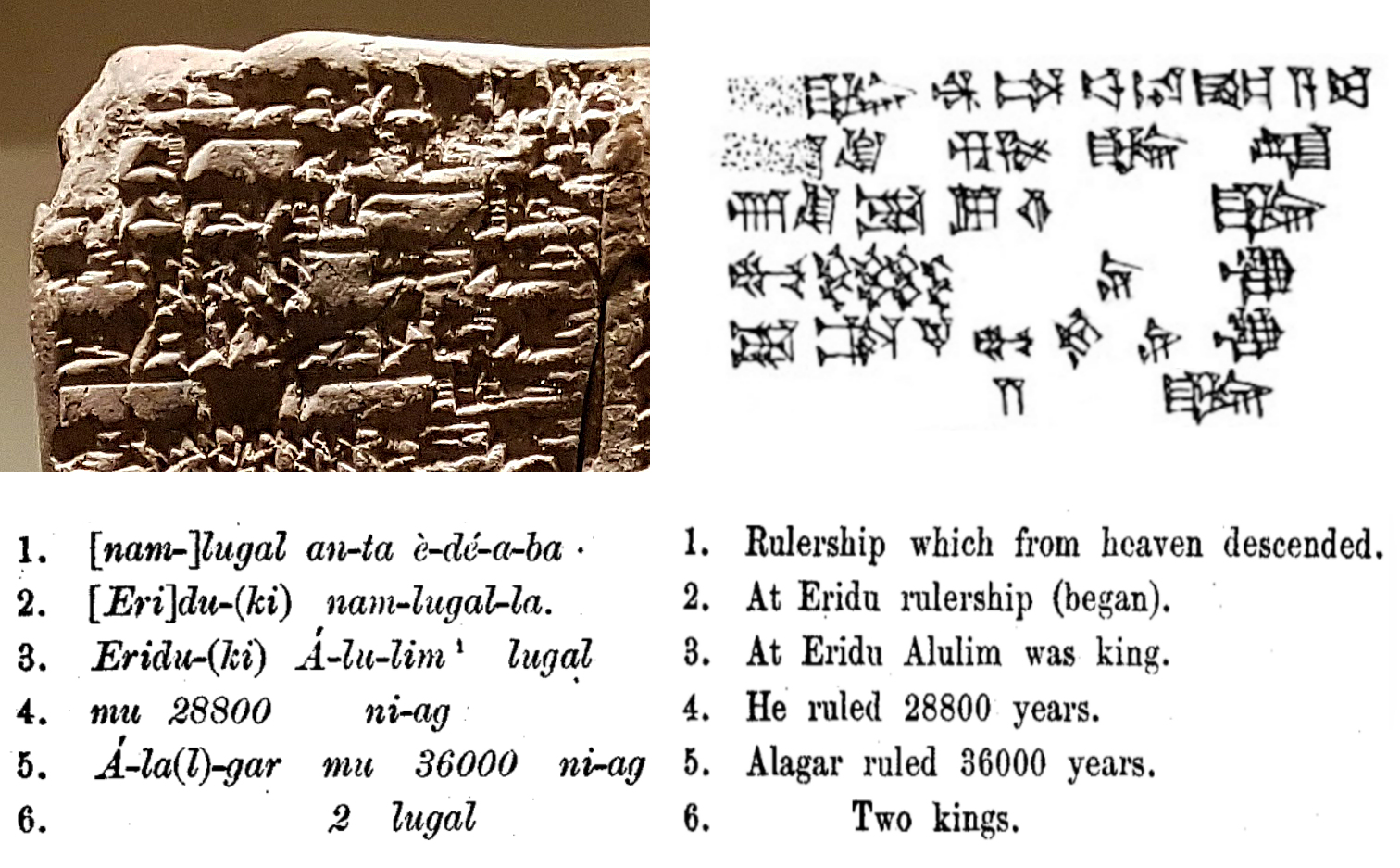
Initial paragraph about rule of Alulim in Eridu for 28800 years (photograph, transcription and translation).jpg

ألالنجر (السومرية 𒀉𒋭𒃻) وفقا ل قائمة ملوك سومر فانه كان ثاني ملوك سومر. استلم الصولجان من أول ملوك سومر ألوليم وخلفه إين مين لو أنا استمرت فترة حكمة لمدة ستة وثلاثين ألف سنة كانت فترة حكمة في مدينة إريدو.